# Хусенов, Самойдин Косимович
Самойдин Косимович Хусенов (узб. Samoydin Kosimovich Husenov; род. в 1946, в Бухаре) — государственный деятель, хоким Бухарской области (1996 - декабря 2011 гг.).

## Биография
Закончил Ташкентский политехнический институт. В 1963 году стал специалистом Бухарской шелкомотальной фабрики. В 1971 году начал работать в органах партии. С 1986 года работал заместителем председателя Бухарского областного исполнительного комитета, работал председателем плановой комиссии. В 1992 году стал заместитель хокима Бухарской области, начальник главного управления экономики и статистики. В 1994 был заместителем министра финансов Республики Узбекистан. В 1996 году по приказу президента Республики Узбекистан Ислама Каримова был назначен на должность хокима Бухарской области. В 1997 году стал депутатом Олий Мажилиса 2-го созыва. В 1999 году назначен депутатом Олий Мажилиса 2-го созыва . В 2005 году избран членом Сената Олий Мажлиса Республики Узбекистан.

## Награды
орден "Мехнат шухрати"
Самойдин Косимович дважды был представлен к награде "Герой Узбекистана".